# Cattedrale dell'Annunziata (Tursi)
La cattedrale dell'Annunziata si trova nel comune di Tursi, in provincia di Matera e sorge sulla piazza Maria SS. di Anglona nella parte bassa della cittadina.

## Storia
Dedicata alla Vergine Annunziata, la cattedrale venne eretta nel quindicesimo secolo, nel 1546 fu elevata a cattedrale della diocesi di Tursi-Lagonegro e in epoche successive ha subito vari rimaneggiamenti, l'ultimo dei quali dopo gli incendi del novembre 1988.
L'8 agosto 1545, con bolla papale, alla chiesa venne concesso il titolo di cattedrale, ruolo fino ad allora ricoperto dalla chiesa di San Michele Arcangelo.
A partire dalla seconda metà del XVII secolo subì vari ampliamenti e modifiche.
Nel 1718 la torre campanaria venne ricostruita su ordine dell'allora vescovo Domenico Sabbatino, come testimonia una targa commemorativa sulla quale venne inciso il seguente testo
Altri lavori si ebbero durante l'episcopato di Ettore Quarti che riguardarono a partire dal 1726 non solo la sacrestia, completamente ricostruita e dotata di armadi, ma anche la chiesa stessa che venne variamente abbellita. Nel 1728 terminati i lavori, prima venne indetto dal 29 aprile al 1º maggio un sinodo diocesano seguito da una nuova consacrazione il 2 maggio.
Nel 1934 si fece un ultimo restauro in seguito alla caduta di un cassettone della navata centrale, avvenuto nel 1931 durante una messa. I lavori riguardarono anche la facciata, dalla quale furono rimosse due statue in pietra dedicate rispettivamente a san Filippo Neri, patrono della città, e a sant'Andrea Avellino.

## La struttura
La cattedrale è un imponente edificio a croce latina che misura circa 42 metri in lunghezza e 17 in larghezza, suddivisa in tre navate: quella centrale di 9 metri e quelle laterali di più di 4. La struttura, dotata di sacrestia e casa canonica, è in muratura portante e all'interno si trovano colonne con archi a tutto sesto. Sulla parete di fondo si trova l'altare maggiore dedicato alla Madonna di Anglona, alla sua destra, sotto l'arcata, si trova il fonte battesimale, realizzata da Giovanni Battista da Tursi nel 1754, e due bassorilievi in pietra raffiguranti l'Annunciazione risalenti al 1519. Sul soffitto della sacrestia si poteva ammirare il martirio di san Matteo, pittura del XVIII secolo attribuita a Ludovico De Majo.
Il presbiterio è rialzato di tre gradini rispetto alle navate, per limitare l'area liturgica del vescovo e dei sacerdoti. Di pregevole fattura e di inestimabile valore era l'organo a canne posto sull'altare maggiore, venne installato nel 1728 per ordine di mons. Quarti, che andò distrutto durante l'incendio dell'8 novembre 1988, assieme a molte altre opere di valore storico e artistico. Nel marzo 1987, il parroco don Giuseppe Labanca, con il contributo del clero e dei cittadini, fece elettrificare il movimento delle campane. Poche settimane prima dell'incendio, il 30 ottobre 1988, la cattedrale accolse la visita del cardinale Michele Giordano.

### L'incendio e la ricostruzione

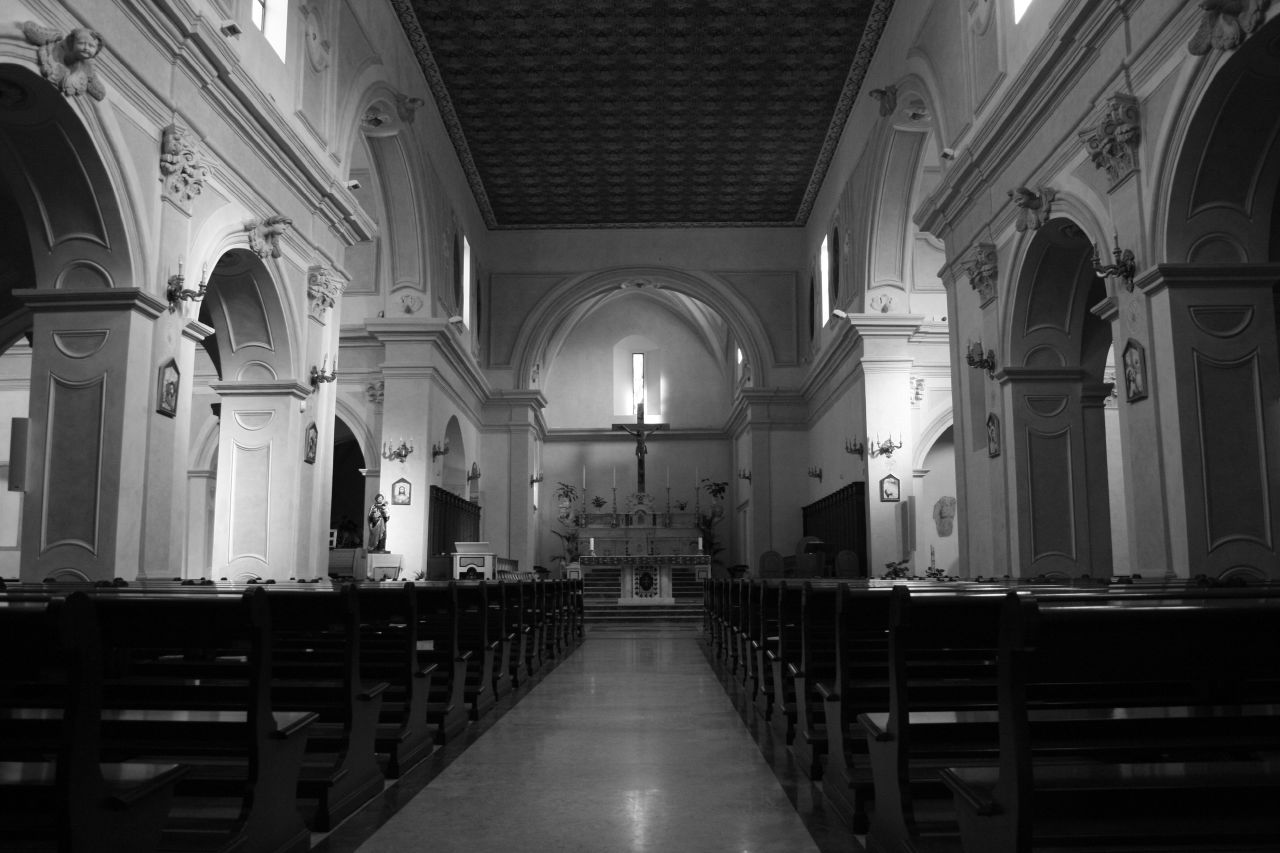
Interno della cattedrale

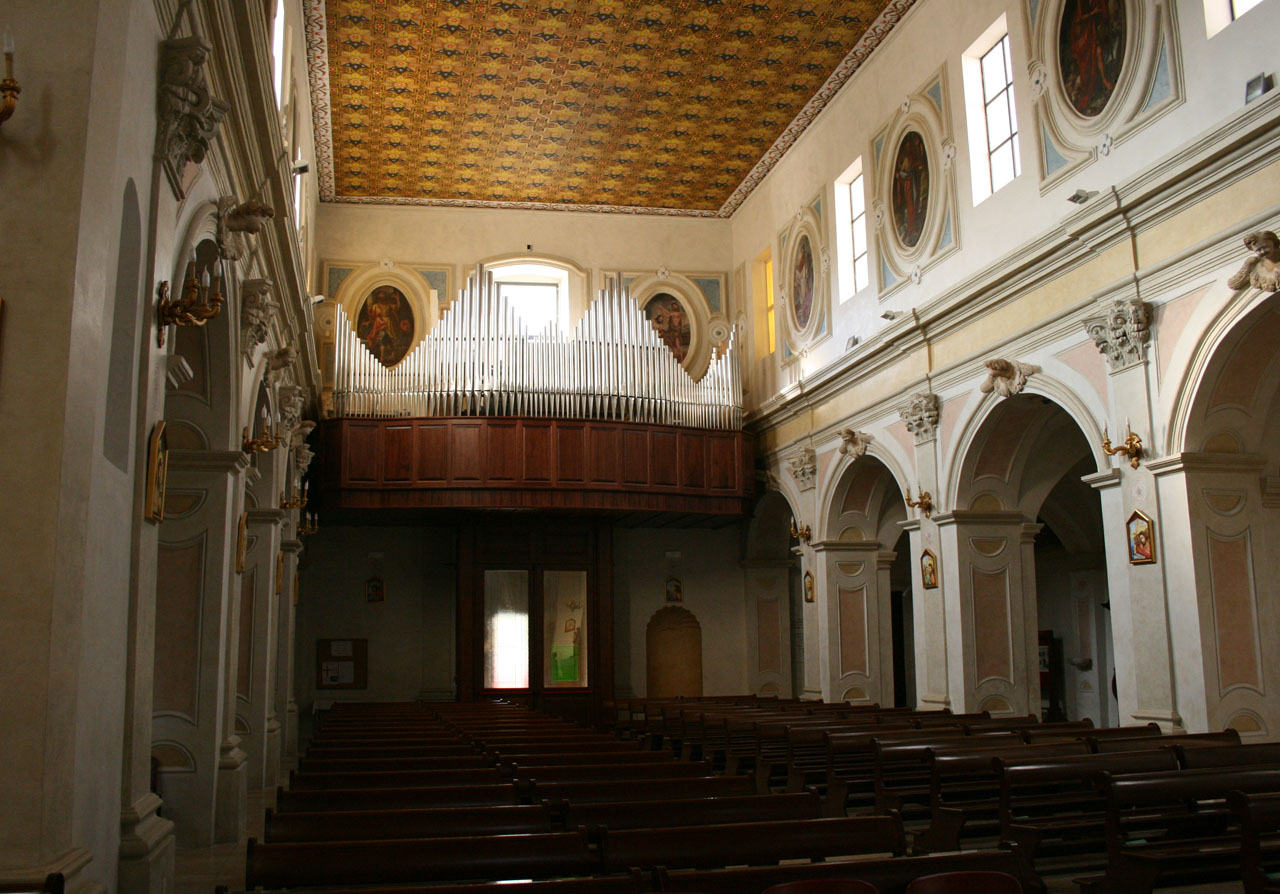
Il nuovo organo a canne

La notte dell'8 novembre 1988 la cattedrale subì un primo incendio, attribuito ad un corto circuito elettrico, che distrusse la sacrestia e danneggiò gli arredi e le pitture. Due giorni dopo, nella notte del 10 novembre, un secondo incendio distrusse completamente quello che rimaneva della cattedrale. Le luci all'alba dell'11 novembre mostrarono al popolo tursitano le mura e le macerie fumanti e i volti tristi e stanchi di tutti coloro che inutilmente avevano lottato contro la furia delle fiamme.
Già dal 1989 cominciarono i lavori di ricostruzione. Dieci anni dopo, il 25 dicembre 1999, grazie all'impegno costante del vescovo Rocco Talucci, la porta della cattedrale venne nuovamente aperta in occasione delle celebrazioni natalizie e del Giubileo del 2000.
Il 25 marzo 2000 avvenne la consacrazione e l'apertura al culto, anche se mancavano ancora molte opere di rifinitura. Il tetto venne completamente ricostruito, le nuove decorazioni ricordano le opere settecentesche dell'artista Delphino, distrutte durante l'incendio.
Nel 2004 sull'altare venne posizionato un enorme crocifisso in legno realizzato e donato dallo scultore Efia Marzotto di Mellaredo, di Pianiga. Il 1º maggio 2006 la cattedrale venne definitivamente inaugurata dal vescovo Francescantonio Nolè, la solenne cerimonia fu presieduta dal cardinale Michele Giordano, con la partecipazione degli arcivescovi mons. Ligorio, mons. Michele Scandiffio, mons. Antonio Cantisani, mons. Cozzi, mons. Franco, mons. Francesco Cuccarese, mons. Orofino e dai parroci della diocesi.
Dal 2008 al 2012 la cattedrale venne arricchita da numerose opere dell'artista Vincenzo D'Acunzo, in particolare, da quattro ovali degli evangelisti Luca, Giovanni, Marco e Matteo; dalla incoronazione della beata Vergine e dal polittico raffigurante il battesimo di Gesù.

### Il portone di bronzo e il nuovo organo
La facciata della cattedrale è stata impreziosita da un portone in bronzo, del valore di 60 000 euro. Pesa circa 20 quintali, le rifiniture scolpite sul portone rappresentano al centro l'Annunciazione, ai lati sono rappresentate la Madonna di Anglona e San Filippo Neri, in basso: lo stemma del vescovo, lo stemma papale, il ritrovamento di Gesù, il primato di San Pietro, la Pentecoste, la Natività, le nozze di Cana, la Crocifissione, la cena di Emmaus, la presentazione di Gesù al tempio, la moltiplicazione dei pani e dei pesci, la Risurrezione e l'Assunzione di Maria. Le rifiniture sono opera dello scultore napoletano Eduardo Filippo, insegnante all'accademia delle Belle Arti di Cosenza.
Il nuovo organo a canne venne donato alla comunità da mons. Francesco Cuccarese, padre molto legato al suo paese e ugualmente amato dai cittadini di Tursi. La sua vita pastorale lo ha da sempre tenuto lontano dalla sua terra, ma nonostante la distanza e gli innumerevoli impegni pastorali è sempre stato vicino alle situazioni difficili che la diocesi di Tursi ha trascorso.

## Galleria d'immagini

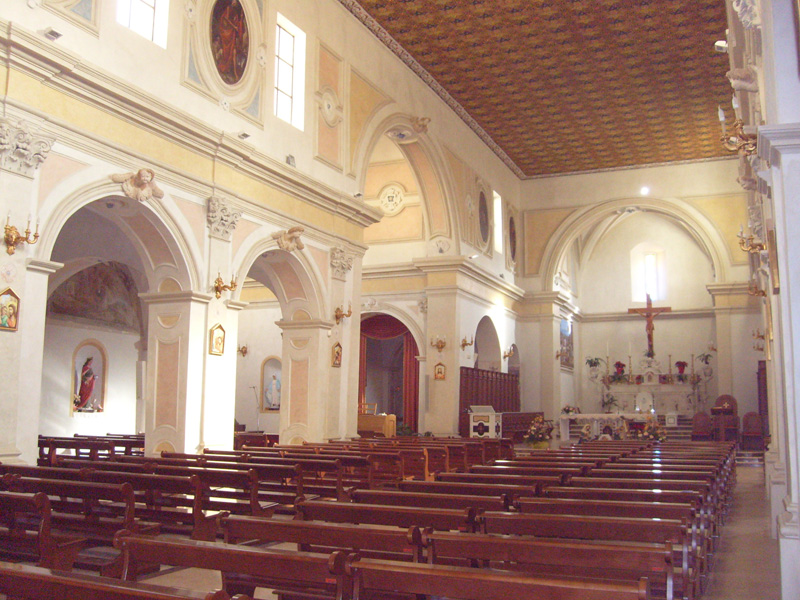
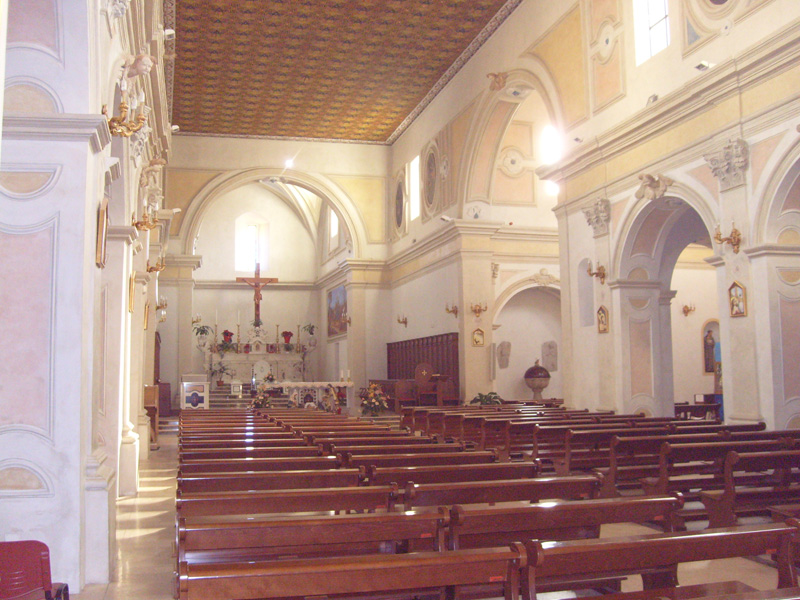
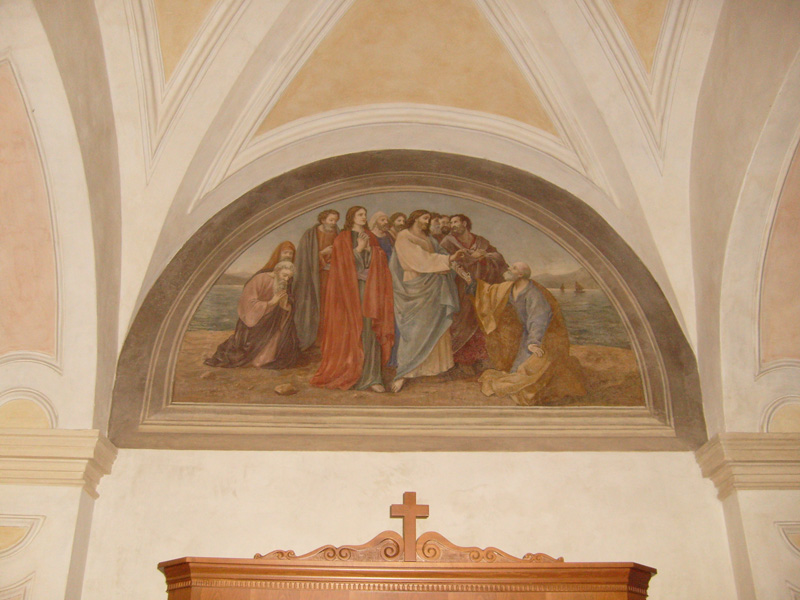
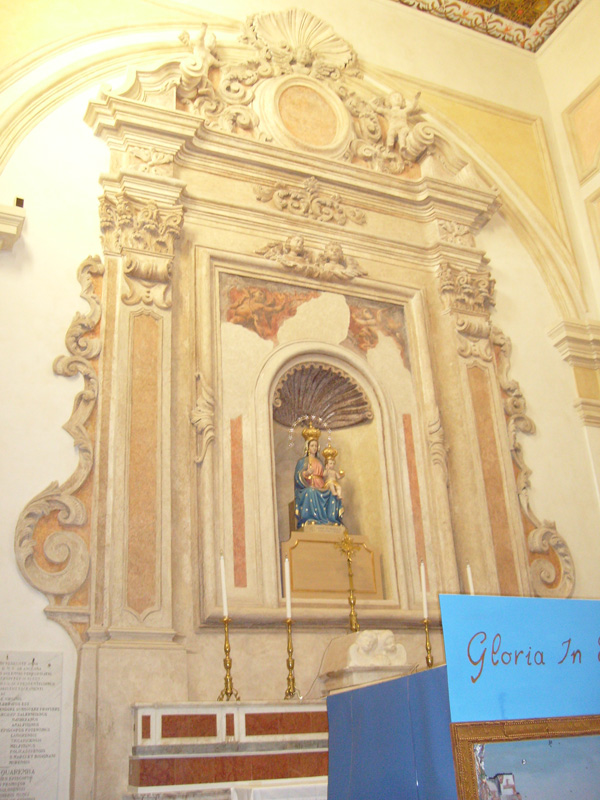
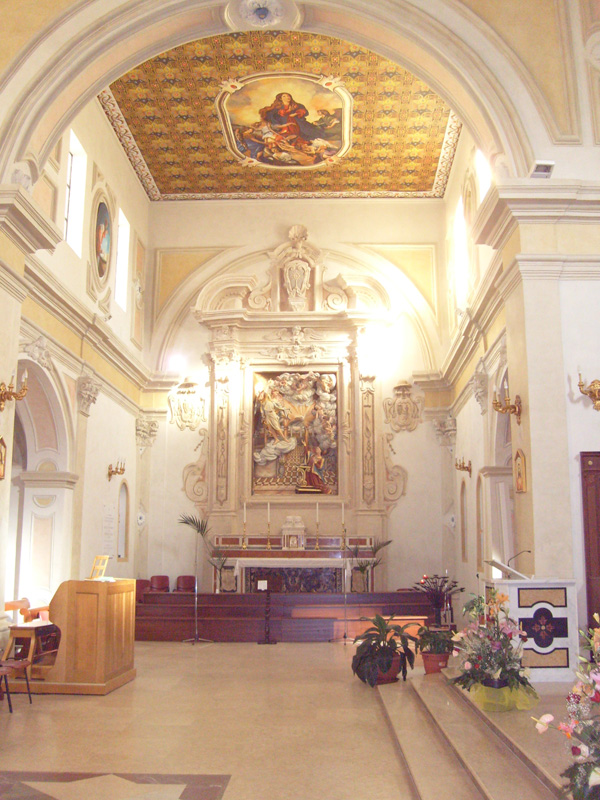
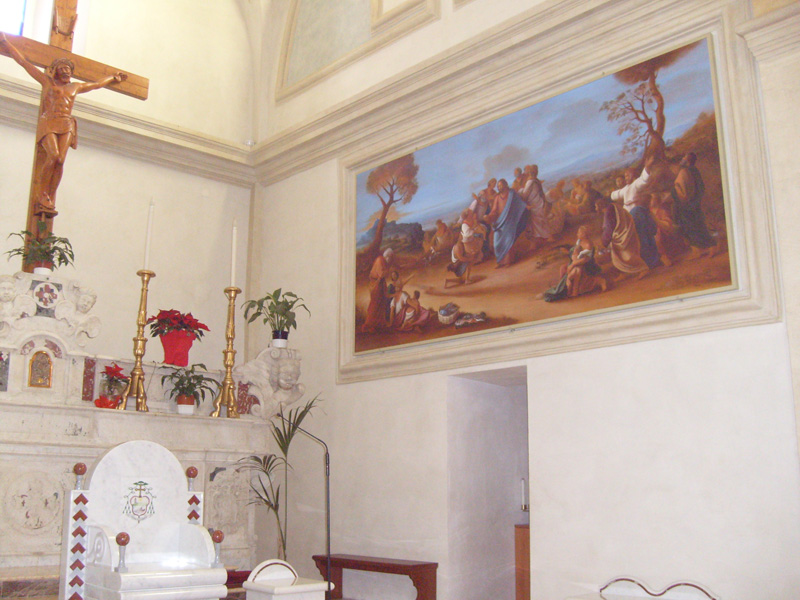
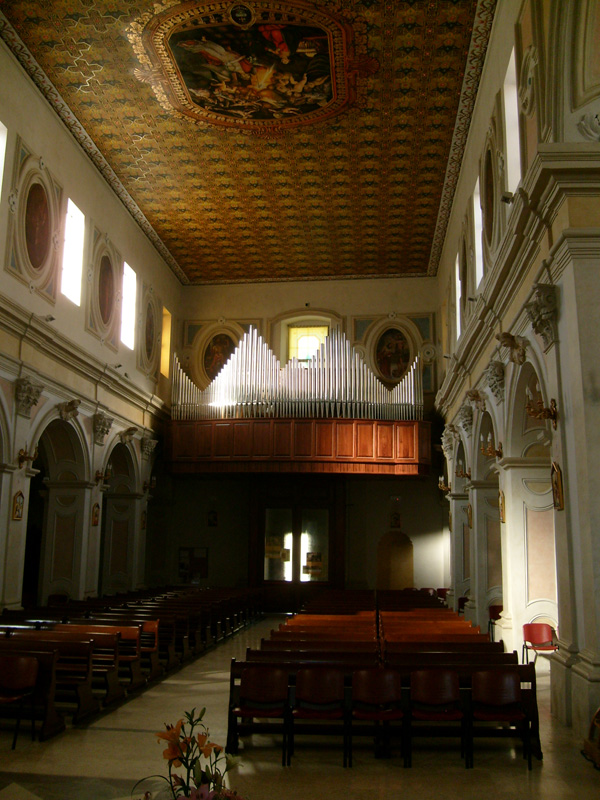